# Municipi de Ķekava
El municipi de Ķekava (en letó: Ķekavas novads) és un dels 110 municipis de Letònia, que es troba localitzat al centre del país bàltic, i que té com a capital la localitat de Ķekava. El municipi va ser creat l'any 2009 després de la reorganització territorial.

## Ciutats i zones rurals
- Baloži (ciutat)
- Parròquia de Daugmales (zona rural)
- Parròquia de Ķekavas (zona rural)

## Població i territori
La seva població està composta per un total de 20.945 persones (2009). La superfície del municipi té uns 270,2 kilòmetres quadrats, i la densitat poblacional és de 77,52 habitants per kilòmetre quadrat.